# مجرة إهليلجية قزمة
مجرة إهليلجية قزمة هي من المجرات الإهليلجية وتعرف بشكلها البيضاوي ولكنها أصغر بكثير من المجرة الإهليلجية ويرمز لها بالرمز dE  وفي الغالب المجرات الإهليلجية القزمة مجرة بدائية

## خصائص
المجرات الإهليلجية القزمة شائعة جدا في مجموعات وعناقيد المجرات، وعادة ما تكون مرافقة لمجرات الأخرى.
المجرات الإهليلجية القزمة لها قدر مطلق في حدود 18 ’ −14 وأكثر خفوتا من المجرات الإهليلجية العملاقة وعادة تتكون من عدة بلايين من النجوم بالمقارنة بالمجرات الإهليلجية العملاقة، التي تحوي 200 إلى 400 مليار من النجوم.و قد تكون المجرات الإهليلجية القزمة تكونت من بقايا المجرات الحلزونية المنخفضة الكتلة التي حصلت على شكلها البيضاوي من خلال التفاعلات الجاذبية المتكررة مع المجرات العملاقة تسمى هذه العملية من تغيير تشكل المجرات "تفاعل مجري"

## مثال

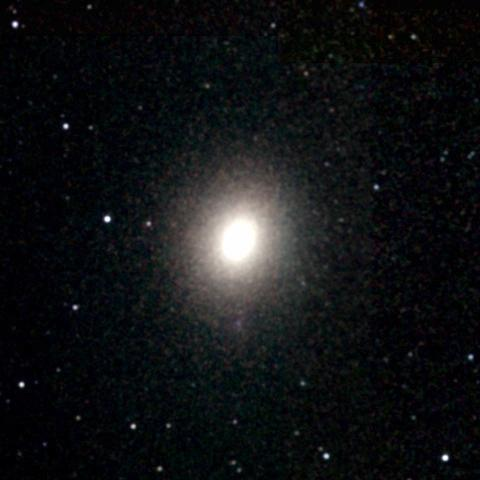
م32.

مسييه 32' أو م32 وهي مجرة، تبعد عن الأرض نحو 2.65 مليون سنة وتقع في كوكبة المرأة المسلسلة. وتابعة للمجرة الكبيرة أندروميدا وتعتبر واحدة من أقرب المجرات الإهليلجية القزمة

## اقرأ أيضا
- مجرة بدائية
- مجرة قزمة NGC 5238
- مجرة قزمة
- مجرة مظلمة
- مجرة حلزونية
- مجرة إهليجية
- مجرة حلزونية قزمة